# Асфельд, Клод-Франсуа Бидаль
Маркиз Клод-Франсуа Бидаль д'Асфельд (фр. Claube-François Bidal d'Asfeld; 2 июля 1665, Париж — 7 марта 1743, Париж) — французский военный деятель, маршал Франции.

## Биография

### Происхождение
Младший (шестой) сын Пьера Бидаля (1612—1682), барона фон Харсефельда, и Катрин Бастонно (ок. 1620—1690)
Его отец был парижским буржуа, торговцем сукном и шелком, банкиром королевы Кристины Шведской, министром-резидентом Людовика XIV в Гамбурге, сеньором Вильденбурга в Померании. Был аноблирован королевой Кристиной и 12.10.1653 в Стокгольме был возведен в достоинство барона фон Харсефельда в герцогстве Бремен. Мать была дочерью парижского торговца шелком, имевшего обширные родственные связи среди дворянства мантии.

### Начало карьеры
Первоначально был известен, как шевалье д'Асфельд.
Поступил на службу в 1683 году. Участвовал в осаде Люксембурга как лейтенант драгунского полка своего брата барона д'Асфельда. Во время этой осады получил под командование роту.

### Война Аугсбургской лиги
В 1689 году под началом маршала д'Юмьера сражался в битве при Валькуре, участвовал в обороне Бонна, где отбросил противника атакой прикрытого пути, и выбил из занятого тем равелина. Бонн пал 12 октября. 7 ноября стал кампмейстером полка Асфельда, когда его брат получил другой полк.
В 1690—1691 годах служил под командованием маршала Буфлера, в 1690 году участвовал в осаде и взятии Кохема, в следующем году в осаде Монса, сдавшегося 9 апреля, и бомбардировке Льежа 4 июня.
В 1692 году воевал в армии маршала Люксембурга, участвовал в осаде Намюра, сдавшегося 5 июня (цитадель 30-го), и битве при Стенкерке. В бою при Оттервиле 8 сентября, командуя левым флангом, опрокинул правое крыло противника и взял в плен германского генерала.
В 1693 году принимал участие в осаде Юи, сдавшегося 20 июля (цитадель 23-го), и битве при Неервиндене 29 июля, где во главе драгун три раза атаковал вражеские ретраншементы у деревни Неервинден, в последней атаке разбил неприятеля, но был ранен в плечо. Прикрывал осаду Шарлеруа, сдавшегося 11 октября.
18 апреля 1694 произведен в бригадиры. В кампанию того года служил во Фландрской армии. Следовал с Монсеньором в тяжелом отступлении от Виньямона к Эспьерскому мосту 22 августа.
В 1695 году служил под командованием маршала Вильруа, с отрядом драгун участвовал в обороне Намюра. Три часа вел бой за прикрытый путь, не давая врагу там закрепиться. Намюр сдался принцу Оранскому 4 августа. При обороне цитадели Асфельд выдержал три штурма, отбросив осаждавших из захваченного бастиона. Цитадель сдалась 2 сентября.
В 1696 году был во Фландрской армии, державшейся в обороне. Зимой командовал в герцогстве Люксембург. В следующем году служил в армии маршала Шуазёля до заключения мира.
23 декабря 1698 его полк был расформирован, но восстановлен 5 февраля 1701.

### Война за Испанское наследство
С началом войны за Испанское наследство 6 июня определен во Фландрскую армию маршала Буфлера. 22 мая 1702 направлен в армию герцога Бургундского и маршала Буфлера, разбившую голландцев под стенами Нимвегена 11 июня и в битве при Экерене 30-го. Участвовал в осаде и взятии Трарбаха 6 ноября.
23 декабря был произведен в лагерные маршалы.
13 января 1703 продал свой драгунский полк сеньору де Бувилю, сыну государственного советника Людовика XIV, за 80 тыс. франков. 20-го был пожалован в кавалеры ордена Святого Людовика. В кампанию того года служил в армии герцога Бургундского и маршала Таллара, участвовал в осаде Брайзаха, который был взят 6 сентября, сражался при Шпайере, где был разбит принц Гессен-Кассельский (14.04); быстрота, с которой Асфельд собрал кавалерию для атаки, решила исход боя. Принял участие во взятии Ландау (15.11).
В декабре был направлен в Испанию в экспедиционную армию герцога Бервика.
Высадившись в Галисии, французы двинулись на юг через португальскую пограничную территорию. Асфельд участвовал в осадах и взятии Сальватьерры, Сегуры, Иданья-а-Новы, Монсанту, Каштелу-Бранку, Порталегри, Каштелу-ди-Види, Монтальбана и Марвана, после чего испанцы, в связи с захватом англичанами Гибралтара, направились в Андалусию, а Бервик и Асфельд остались в Эстремадуре, где оказали противодействие осенней контратаке португальцев в направлении Сьюдад-Родриго.
26 октября 1704 произведен в генерал-лейтенанты.
В 1705 году под командованием маршала Тессе возглавлял арьергард франко-испанской армии при переправе через Хевору 16 октября, и нанес по противнику сильный удар, заставив бежать в беспорядке, что облегчило помощь Бадахосу, осаду которого маркиз дас Минас был вынужден снять.
В 1706 году также служил под командованием маршала Тессе. Во главе пяти тысяч человек принял в Барбастро депутатов более чем трехсот городов, бургов и деревень, которые подчинились Филиппу V.
Отряженный с группой войск, чтобы удержать Арагон, готовый к восстанию, он 23 февраля прибыл в Тамарит, а 25 февраля достиг Синки. Выделил три сотни кавалерии, чтобы занять Сан-Эстебан, взятие которого облегчало ему осаду Монсона. На рассвете 24-го кавалерия наткнулась под Сан-Эстебаном на штаб-квартиру генерала Каннингема, была атакована превосходящими силами, и потерпела бы поражение, если бы Асфельд не подоспел на помощь. В результате англичане отступили с большими потерями, а их командующий погиб.
Затем Асфельд взял Мекиненсу (4.03) и двинулся к Фраге, где были сосредоточены французские войска, предназначенные для осады Барселоны. 22 апреля осажденные предприняли всеобщую вылазку. Бой длился три часа. В вылазке участвовала кавалерия; Асфельд во главе пикетов отразил противника, потерявшего 15 человек убитыми и пленными.
Прибытие на помощь городу английского флота (8.05) заставило короля Филиппа снять осаду. Асфельд командовал авангардом при отступлении в Руссильон (11.05). В Байонне он взял кредит в 50 тыс. экю, что позволило снарядить войска и сформировать артиллерийский экипаж, после чего вошел на испанскую территорию через Наварру, чтобы присоединиться к Бервику и королю в Сопетране (16.05).
Затем он принял участие в наступлении из Марчамало (31.07), в результате которого противника изгнали из Кастилии и преследовали в валенсийском направлении. В октябре Асфельд осадил Картахену, сдавшуюся 18 ноября.

### ЗавоеваниеВаленсии
В 1707 году под командованием Бервика отличился в сражении при Альмансе, где командовал второй линией кавалерии на правом фланге. В начале сражения противник смял первую линию французов, но Асфельд своей атакой разгромил левый фланг неприятеля, а затем обрушился на его правый фланг. В ходе преследования взял в плен 13 батальонов (пять английских, пять голландских и три португальских), которым удалось прорваться на высоты Кодете (26.04).
После этого армия разделилась на два корпуса, и Асфельд 2 мая выступил с 13 батальонами, 25 эскадронами и 10 иррегулярными частями, чтобы занять районы королевства Валенсии к югу от Хукара, в то время, как Бервик двинулся на Валенсию через Рекену.
5 мая войска подошли к Хативе, губернатор которой Онофре Асио был готов сдать город, но сменивший его Мигель Пуррой решил защищаться. Потребовалось много времени на подвоз тяжелой артиллерии из Вильены, но когда стена была окончательно пробита, 23-го начался общий штурм. Жестокий уличный бой шел до 25-го, англо-голландский гарнизон при поддержке жителей оборонял каждую улицу. Асфельд предал смерти всех, взятых с оружием в руках, и последние защитники отступили в цитадель, павшую 6 июня. Город был разграблен, а через несколько дней пришел приказ его сжечь и депортировать жителей в Кастилию, кроме нескольких лояльных семей.
За выполнение отвечал маршал Махони (17.06), а Асфельд направил подкрепления и половину артиллерии для осады Лериды. Позже он пытался взять Дению, но атаки 18 и 22 июля, а также 3 августа были отбиты, и 4-го он отступил после пятинедельной осады, решив подавить последние оплоты сопротивления во внутренних районах, сосредоточенные вокруг Сьерра-де-Эспадана и Плана-Альты. Были взяты Агрес (15.08), Бокойренсе (19.08) и Планес (9.09). Алькой, выдержал первую осаду (19—25.08), но 9 января 1708 был вынужден сдаться.
6 июня 1707 Людовик XIV наградил Асфельда пенсионом в 4000 франков в год, а 19 сентября произвел  в командоры ордена Святого Людовика.
4 января 1708 Бервик вернулся во Францию, и Асфельд сменил его на посту главнокомандующего королевством. 7 января он опубликовал распоряжение, согласно которому местная юстиция адаптировалась к кастильской практике. 15-го он получил от короля широкие полномочия по регулированию общественной жизни, предписывавшие «управлять королевством, как если бы не было канцелярии». 26 февраля Асфельд приказал полностью изъять у населения оружие, ношение которого было запрезено, и реорганизовал территориальное деление, подготовив почву для издания декрета Нуэва-Планта от 29 июня 1707, который упразднял фуэро. В том же году участвовал в осаде Тортосы, взятой 10 июля, после чего вернулся к управлению Валенсией.
Вскоре герцог Орлеанский послал ему подкрепление из десяти батальонов под командованием Франсиско Гаэтани д'Арагоны, который 10 сентября покинул лагерь в Балагере. К 1 ноября Асфельд смог собрать в Гандии 10 тыс. пехоты, 1,5 тыс. кавалерии и 24 орудия.
Приказав маршалу Педро Ронкильо наступать на Дению и окружить ее, сам он прибыл к городу с остальными войсками и артиллерией 6 ноября, открыл траншею 7-го и начал обстрел 9-го. Ночью 12-го с гренадерами атаковал пролом, при этом был легко ранен в бедро. Спасшиеся от резни защитники укрылись в замке, сильнейшем в королевстве Валенсии.
Взяв город, Асфельд овладел укрепленным монастырем Сан-Франсиско, с помощью которого замок мог получать помощь с моря.
Через несколько часов из Аликанте подошли четыре английских корабля с войсками и снаряжением, но падение монастыря не позволило им произвести высадку. Асфельд подверг замок обстрелу, и тот капитулировал 17-го. Там было захвачено продовольствия на два месяца, 50 орудий, несколько мортир и много пороха. После короткого отдыха войска выступили на Аликанте, предшествуемые Ронкильо, прибывшим на место 30 ноября.
На следующий день пригород был взят, окрестные поселения Сан-Антон и Кайо захвачены 2 декабря, а сам город 3-го. Части английского гарнизона удалось уйти в замок Санта-Барбару, где британцы упорно оборонялись под командованием губернатора города генерала Джона Ричардса.
Асфельд решил подвести под стены крепости мину, но работы продвигались медленно. 15 января огнем береговых батарей были отогнаны пять английских кораблей, один из которых с сильными повреждениями. 4 марта взорвалась мина, погибли Ричардс и 150 его людей. Были разрушены дома, бастион, часть второго пояса укреплений и большая цистерна.
Несмотря на это, замок продолжал держаться. Асфельд начал обстрел, чтобы расширить брешь. 15 апреля на рейде появилась английская эскадра из 12 кораблей и шесть часов обстреливала город, но, отговорившись невозможностью высадки, Джеймс Стэнхоуп послал парламентеров к Асфельду, стобы обсудить условия капитуляции и эвакуации Санта-Барбары. Крепость была сдана 19-го, войска погрузились на корабли 20-го. Со взятием Аликанте завоевание королевства Валенсии было завершено.

### Возвращение во Францию
22 июля 1709 Людовик XIV приказал вывести войска из Испании, чтобы облегчить достижение мира с англичанами. Исполнение приказа было отложено, но к концу ноября маршал Безон завершил вывод войск. Асфельд оставил управление Валенсией Франсиско Гаэтани, попрощался с Филиппом V и в конце года вернулся во Францию в армию Дофине под командование Бервика, державшегося в 1710 году в обороне.
В 1711—1712 годах командовал в графстве Ницца под началом генерального наместника Прованса графа де Гриньяна. Под командованием Бервика выступил на помощь Жироне, с которой противник 7 января 1713 был вынужден снять осаду.
В том же году был направлен в Рейнскую армию маршала Виллара, участвовал в завоевании Шпайера, Вормса, Кайзерслаутерна, осаде Ландау (22.06—20.08), разгроме генерала Вобонна, укрепления которого были взяты 20 сентября, затем выступил на Фрайбург, который был оставлен гарнизоном 1 ноября (цитадель сдалась 16-го). Командовал во взятом городе.

### КаталонияиМайорка
Филипп V и Карл VI не заключили формального мира (он был подписан только в 1725 году в Вене), но подписали договор о взаимной эвакуации Сицилии и Каталонии (14.03.1713), ратифицированный 22 июня в Оспиталете. На его основании Таррагона сдалась маркизу де Леде (14.08), но Барселона отказалась открыть ворота перед герцогом ди Пополи (29.07), и тот начал блокаду.
Людовик XIV послал на помощь войско под командованием маркиза де Гёрши (2.08), которое увеличил после подписания Раштадтского мира 6 марта 1714. 6 июля Бервик и Асфельд прибыли под стены Барселоны с подкреплением, и маршал возглавил осаду. 11 сентября, после 11 месяцев блокады и 61 дня осады город был взят штурмом, после чего до ночи шел уличный бой.
15 сентября Бервик отменил власть каталонской администрации, создав вместо нее Высший королевский совет и правительство во главе с Патиньо. Асфельд был назначен главнокомандующим княжества и подготовил введение декрета 16 января 1716, разоружив население и введя новое территориальное деление.
В Барселоне он подготовил экспедицию на Майорку, все еще признававшую власть императора. Сам Асфельд был назначен главнокомандующим, Леде стал его заместителем. Силы, в основном, были французскими, флот для их переправы подошел из Тулона.
11 июня 1715 корабли вышли из Барселоны, 14-го подошли к острову, 15-го войска, не встретив сопротивления, высадились в Кала-Лонга, продвинулись до Алькудии, губернатор которой подчинился 18 июня под давлением жителей. Гарнизон сдался 20-го. Несколько других городов и замков также подчинились и принесли присягу.
После этого Асфельд выступил на Пальму. Гарнизон 29-го произвел вылазку, но она была отражена. Город сдался 2 июля, Ивиса также подчинилась. Асфельд подготовил введение нового закона, опубликованного 25 ноября 1715, уже при новом главнокомандующем маркизе де Леде.
Асфельд отправился ко двору в Мадрид, где король 10 августа пожаловал его в рыцари ордена Золотого руна. Орденскую цепь получил из рук монарха 21 августа. 30 августа Филипп V возвел генерала в титул маркиза Аликанте с девизом Bellicae virtutis in Hispania Premium и правом добавить к своему гербу герб королевства Валенсии.

### Служба во Франции
18 сентября 1715 стал членом Военного совета, а 24 сентября регент Филипп Орлеанский назначил Асфельда генеральным директором фортификаций, в каковой должности он наследовал Вобану и Лепелетье.
В 1719 году регент предложил Асфельду командование армией в войне с Испанией, но тот, по словам испанского биографа из Королевской академии истории, отказался, заявив, что не может драться с теми, кто осыпал его почестями, и тогда командующим был назначен Бервик. Асфельд замещал его в должности губернатора Гиени.
Секретарь Пинар сообщает, что Асфельд участвовал в войне под командованием Бервика, был при осаде Сан-Себастьяна, павшего 1 августа (цитадель 17-го). Затем он выступил на Урхель, после осадил Росас, но осаду пришлось снять из-за дождей.
19 октября 1720 назначен губернатором цитадели Бордо — замка Тромпет. В 1721 году служил в Гиени и на ее границах под командованием Бервика.
В 1730 году получил от Людовика XV титул маркиза д'Асфельда, по названию города в Арденнах, приобретенного маркизом в 1728 году, и ранее называвшегося Аво.

### Война за Польское наследство
С началом войны за Польское наследство 6 октября 1733 назначен в Итальянскую армию, с 17-го исполнял обязанности командующего в ожидании маршала Виллара. Был при взятии Джера-д'Адды 28 ноября, Пиццигеттоне (29.11), осаде Миланского замка, взятого 29 декабря.
Участвовал в завоевании Треццо, Леччо, Фуэнтеса, которые были захвачены в первые дни января 1734, Серравалле, сдавшейся 5-го, Новары, капитулировавшей 7-го, Тортоны, подчиненной 28-го, и ее замка, сдавшегося 4 февраля.
1 апреля 1734 переведен в Рейнскую армию маршала Бервика. Содействовал атаке укреплений противника, взятых 4 мая у Этлингена, переправе через Рейн у острова Некерлау близ Мангейма с 32 батальонами и 40 эскадронами, что заставило силы противника разделиться.
23 мая осадил Филиппсбург силами 32 батальонов и двух драгунских полков. Установил два моста через Рейн, у Гнеуденхайма и Оберхаузена, провел циркумвалационную линию, 3 июня открыл траншею. 12 июня Бервик был убит ядром под стенами города, и 14-го в Версале Асфельд был назначен маршалом Франции и командующим Рейнской армией.
18 июля взял город, доведя осаду до конца, несмотря на разлив Рейна, затопившего траншеи. 23 июля взял Вормс, 9 августа разбил отряд из 2500 гусар, убив 80 человек. Из-за разногласий с командованием был заменен на графа Куаньи.
3 августа назначен губернатором Страсбурга на место Бервика. Отказался от губернаторства Тромпетом. 10 ноября принес присягу в качестве маршала Франции.
Как сюринтендант фортификаций реорганизовал службу, завершил работы в крепости Салетт и Бриансоне, начатых Вобаном. Построил мост через каньон Дюрансы, выдающееся для своего времени инженерное сооружение, входящее в список Всемирного наследия ЮНЕСКО.

## Семья
1-я жена (28.04.1717): Луиза-Жанна Жоли де Флёри (1698—23.11.1717), дочь Жозефа-Омера Жоли, сеньора де Флёри и Ле-Мусс, генерального адвоката Парламента, и Луизы Беро. Умерла от оспы.
2-я жена (20.09.1719): Анн Леклер де Лесвиль (1698—30.01.1728), дочь Никола Леклера де Лесвиля, сеньора де Мениль-Дюран и де Тюн, государственного советника, почетного советника Парламента, и Маргерит-Луизы Вайян. Умерла при родах
Дети:
- маркиз Клод-Этьен (1719—1012.1793). Жена 1) (14.07.1755): Анн-Шарлотта-Луиза Пажо де Вильперо (ум. 17.02.1778), дочь Пьера-Максимильена Пажо де Вильперо и Луизы-Женевьевы Пажо; 2) (7.05.1785): Анжелика-Тереза де Майи (1749—1819), дочь Жерара-Эрнеста-Фердинанда де Майи и Катрин-Жанны Лекуантр
- Анн-Франсуаза-Мадлен (1722—13.01.1779). Муж (27.03.1744): Шарль-Франсуа Уэль (1704—11.05.1745), маркиз д'Улебур
- Алексис-Ги (р. 1723)
- граф Жан-Гийом-Франсуа (1.04.1724—27.11.1760), капитан полка Асфельда. Жена (5.05.1751): Женевьева-Мари де Тийи Бларю (1731—28.02.1827), дочь Франсуа-Бонавантюра де Тийи Бларю, маркиза де Бларю, и Мари-Анн Ле-Нен
- Франсуаза-Шарлотта (1.03.1727—5.12.1769), называемая Мадемуазель д'Аво. Муж (20.08.1749): маркиз Антуан-Луи-Франсуа де Ларош-Эмон (1714—1789), генерал-лейтенант
- N (р. и ум. 30.01.1728)